# Wilhelm Deny
Johann Friedrich Wilhelm Deny (* 1787; † 26. Januar 1822 in Jena) war ein deutscher Theaterschauspieler und Opernsänger (Bass).

## Leben
Deny stammt aus einer Familie hugenottischen Ursprungs. Als begabter junger Mann kam er aus Berlin, wo er bereits als Schauspieler aufgetreten war, am 1. Juli 1805 an den Weimarer Hof. Er erfreute sich großer Gewandtheit auf der Bühne und debütierte schon am 3. Juli in Lauchstädt als Felix im Schauspiel Die Corsen von August von Kotzebue. Am 31. Juli 1805 übernahm Deny die Rolle des Lubino in der italienischen Oper Lilla, oder Schönheit und Tugend (Originaltitel Una cosa rara ossia Bellezza ed onestà) von Lorenzo da Ponte und Vicente Martín y Soler, eine italienische Oper, die am 17. März 1790 in Weimar uraufgeführt worden war.
In Opern und Singspielen, im Lust- und Schauspiel, in der Posse und der Tragödie wurde er eingesetzt und fand überall Beifall. In Weimar trat später als Alba in „Don Carlos“ auf und wurde von Goethe gefördert.
Er heiratete am 2. Mai 1809 Johanna (Jeanette) Elisabetta Henriette Lagnac (geb. 1787), Tochter des Daniel Lagnac und der Louise Henriette Müller, die ebenfalls Schauspielerin am Hoftheater Weimar wurde (1811 bis zu ihrer Pensionierung am 11. November 1821). Seit 1. Oktober 1831 war Denys Witwe in zweiter Ehe verehelicht mit dem Artilleristen und Registrator im Kriegsministerium Johann Friedrich Wassermann. Die Kinder des Schauspielerpaars schlugen teilweise ebenfalls die Bühnenlaufbahn ein: Wolfgang Wilhelm Adolph Deny (1810–1876), Constantin Roderich Friedrich Wilhelm Emil Deny (geb. 1811), später Opernsänger u. a. in Weimar, Louise Friederike Thekla Deny (geb. um 1815, ab 1844 verh. Rudolph), Carl Albert Deny (1819–1897).
Seine Haupterfolge hatte Wilhelm Deny anfänglich als Held und jugendlicher Liebhaber, versuchte sich aber auch später mit Erfolg im Intrigantenfach. Seine wohlklingende Stimme veranlasste ihn, von Mai bis Juni 1819 in Berlin als Sänger zu gastieren und als Sarastro in Mozarts „Zauberflöte“ aufzutreten. Er kam jedoch beim Publikum nicht an.
Nach dem Fiasko seines Berliner Gastspiels konnte er lange keine Ruhe finden, Wahnvorstellungen störten ihn bei Tag und Nacht. Mit Anzeichen einer Geistesstörung betrat er zum letzten Mal am 12. Januar 1822 als „Klodion“, Heerführer der Sachsen, in Lobes Oper Wittekind wieder die Weimarer Bühne. Während der Aufführung wurde er gegen einen anderen Darsteller, Friedrich Wilhelm Hermann Hunnius, gewalttätig. Am 13. Januar wurde er in ein „Irrenhaus“ in Jena eingeliefert, wo er zwei Wochen später verstarb.